# 티모르어군
티모르어군(영어: Timoric languages) 또는 티모르·바바르어군은 약 50개의 말레이폴리네시아어파 언어들이 이루는 어군이다. 티모르섬, 웨타르섬, 바바르 제도에서 쓰인다.
티모르어군에서 화자 수가 가장 많은 언어는 각각 50만여 명이 사용하는 서티모르의 우압메토어와 동티모르의 테툼어이다. 테툼어는 동티모르의 공용어이다.

## 분류
나우에테어는 티모르어군 내의 위치가 불분명하다.

### Hull (1998)
Hull (1998)은 티모르어군의 구조가 다음과 같다고 주장했다.
- 라멜라우어군 (라멜라우산 지역에서 사용)
  - 서부: 케막어, 투쿠데데어
  - 중부: 맘바이어
  - 동부 (이달라카): 이다테어, 이스니어, 라칼레이어, 롤레인어
- 라멜라우외어군 (파브론어군; 라멜라우어군이 아닌 모든 언어)
  - 서부: 우압메토어 (다완어)–아마라시어, 헬롱어, 로티어군 (빌바어, 뎅카어, 롤레어, 링고우어, 델라·오에날레어, 테르마누어, 티어)
  - 중부: 테툼어, 베카이스어
  - 북부: 웨타르어, 갈롤리어
  - 동부: 카이루이어, 와이모아어, 미디키어; 루앙어, 마쿠바어

### Van Engelenhoven
Van Engelenhoven은 테툼어, 와이모아어, 루앙·키사르어군으로 이루어진 동남티모르어군이라는 하위 분류를 설정한다. 그 구조는 다음과 같다.
- 동남티모르어군
  - 테툼어
  - 와이모아어
  - 루앙·키사르어군
    - 키사르·로마어군:  키사르어, 로망어 (로마어)
    - 루앙어군:  루앙어, 웨탄어, 레티어

### Taber (1993)

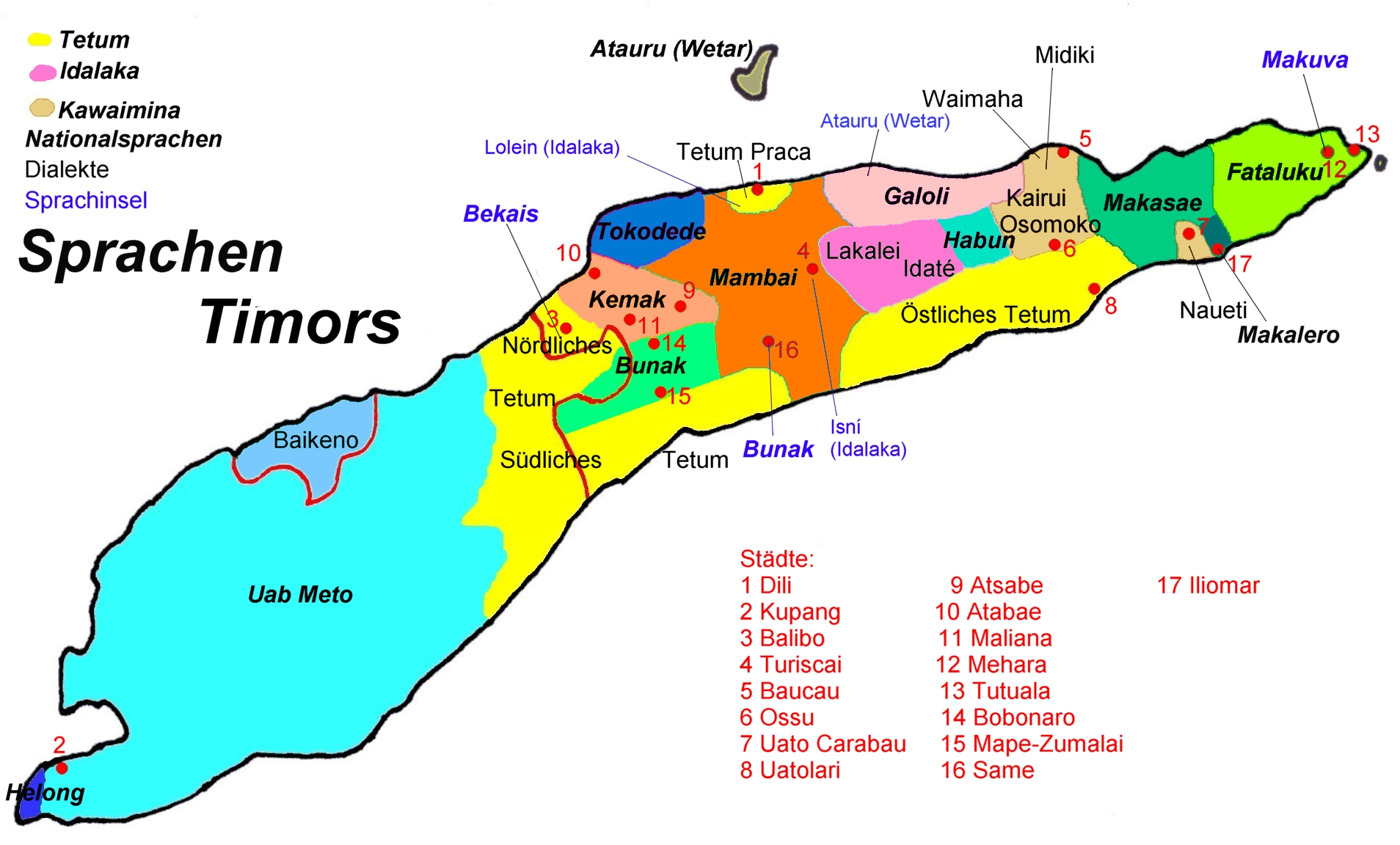
티모르섬의 언어

Taber (1993:396)는 다음과 같이 서남말루쿠어군과 바바르어군을 제안하고, 서다마르어를 티모르어군 내의 고립어로 두었다.
- 서남말루쿠어군
  - 동다마르어
  - 웨타르어군
    - 갈롤리어 (탈루르어)
    - 웨타르어 방언군
      - 아푸타이어
      - 페라이어
      - 투군어
      - 일리운어

  - 키사르·로마어군
    - 키사르어
    - 로망어 (로마어)

  - 루앙어군
    - 레티어
    - 루앙어
    - 웨탄어

  - TNS (테운·닐라·세루아) 어군
    - 테운어
    - 닐라·세루아어군: 닐라어, 세루아어
- 바바르어군
  - 북바바르어군
    - 북바바르어
    - 다이어
    - 다웨라·다웰로르어

  - 남바바르어군
    - 서남바바르어군
      - 엠플라와스어
      - 텔라·마스부아르어
      - 임로잉어

    - 마셀라·동남바바르어군
      - 동남바바르어
      - 세릴리어
      - 동마셀라어
      - 중앙마셀라어
- 서다마르어

## 참고 문헌
- Hull, Geoffrey. 1998. "The basic lexical affinities of Timor's Austronesian languages: a preliminary investigation." Studies in Languages and Cultures of East Timor 1:97-202.
- Taber, Mark (1993). "Toward a Better Understanding of the Indigenous Languages of Southwestern Maluku." Oceanic Linguistics, Vol. 32, No. 2 (Winter, 1993), pp. 389–441. University of Hawai'i.